# Campo arado
Campo arado  es una película en blanco y negro de Argentina dirigida por Leo Fleider sobre el guion de Ernesto L. Castro y Osvaldo Falabella según la novela de Ernesto L. Castro que se estrenó el 27 de agosto de 1959 y que tuvo como protagonistas a Silvia Legrand, Luis Dávila, Santiago Gómez Cou y Nelly Panizza. Marcó el regreso a la pantalla de Silvia Legrand después de 14 años sin filmar.

## Sinopsis
La historia de una familia que vive en una zona rural de la provincia de Buenos Aires a través de tres generaciones.

## Reparto
Participaron en el filme los siguientes intérpretes:
- Silvia Legrand
- Luis Dávila
- Santiago Gómez Cou
- Nelly Panizza
- Tito Alonso
- Alfredo Almanza
- Fernanda Mistral
- Ricardo Galache
- Josefa Goldar
- Luis María Galó
- Luis Otero
- Elena Fortes
- Chela Jordán
- Elsa Behersensen
- René Lester
- Claudio Martino
- Julio Di Palma
- Marisa Herrero

## Comentarios
Roland dijo:

”Gran esfuerzo y magro resultado… desajuste entre libro y realización y por la aglutinación fatigosa de personajes y situaciones expuestas fríamente y sin emoción a pesar de los llantos de las actrices -poco convincentes- y los gritos de los actores dispuestos a mostrar la hombría de sus personajes.”

La Nación opinó sobre el filme:

”La épica en la vida rural… Como expresión visual de lo que el hombre rural argentino importa en la vida del país. Campo arado es un film valioso. Tal validez declina si se atiende a lo mucho que la obra descuida las relaciones humanas para quedarse en una zona del más exterior espectáculo fílmico.